# Montpellier HSC (kvinder)
Montpellier Hérault Sport Club Féminines (oftest kaldt Montpellier) er en fransk fodboldklub for kvinder, baseret i Villeneuve-lès-Maguelone, en kommune i Montpellier arrondissementet. Klubben blev etableret i 1990. Montpellier spiller i Division 1 Féminine og blev nummer to i 2016-17 sæsonen.

## Forhenværende kendte spillere
- Camille Abily
- Andressa Alves
- Viviane Asseyi
- Jennifer Beattie
- Sonia Bompastor
- Marie-Laure Delie
- Céline Deville
- Ludivine Diguelman
- Kelly Gadéa
- Stéphanie Grand
- Hoda Lattaf
- Laure Lepailleur
- Claire Lavogez
- Ophélie Meilleroux
- Louisa Necib
- Josefine Öqvist
- Aya Sameshima
- Élodie Thomis
- Rumi Utsugi
- Francine Zouga

## Hæder

### Officiel
- Division 1 Féminine (fransk mester) (niveau 1)

Vindere (2): 2003–04, 2004–05
- Challenge de France

Vindere (3): 2006, 2007, 2009

### Efter invitation
- Pyrénées Cup

Vindere (2): 2008, 2010

## Danskere spillere i klubben
- Katrine Veje (2017-2018)
- Luna Gewitz (2012-2013)